# الجزيرة اسلانج
الجزيرة اسلانج حي سوداني يقع في ولاية الخرطوم، كانت سابقا عمودية يتبع لها عدد من القرى التي تجاورها.

## أصل التسمية
اسلانج كلمة نوبية تعني الساقية كما فسرها بعض أهل التخصص.. ويقصد بها «ارض الزراعة» أو «مكان الزرع».
اشتهرت الجزيرة اسلانج بخلاوي القرآن الكريم للشيخ الفكي الامين ود ام حقين وهو ينتمي لقبيلة الرباطاب من جهة الوالد ولقبيلة الجموعية من جهة امه، ولقبه اهله الجموعية باسم امه الجموعية.

## الموقع
تقع الجزيرة اسلانج شمال أم درمان  يحدها من جهة الجنوب قرية النوفلاب وقرية  الحريزاب  ومن الشمال  قرية الامتداد (وهي امتداد للجزيرة اسلانج) والنوبة.
ومن الشرق نهر النيل ويفصل  الجزيرة اسلانج  من الفكي هاشم

## أهم المعالم

### خلاوى الشيخ الفكي الامين ود ام حقين
إشتهرت الجزيرة اسلانج بخلاوي تحفيظ القرآن الكريم، وهي خلاوى عريقة
يرجع تاريخها إلى أكثر من (150) سنة حيث تخرج منها الأبناء والأحفاد ودرس فيها شيوخ ذاع صيتهم في السودان منهم الشيخ العبيد ود بدر، والدكتور احمد علي الامام، ود. احمد خالد بابكر وعلماء آخرون.

## روابط خارجية
- برنامج الشروق مرت من هنا  علي قناة الشروق الفضائية
- زفة المولد النبوي بمنطقة الجزيرة اسلانج قناة النيل الأزرق الفضائية